# Avdijivka
Avdijivka (ukrainska: Авдіївка, ryska: Авдеевка: Avdejevka) är en stad i Donetsk oblast i östra Ukraina. Staden ingår i Pokrovsk rajon. Avdijivka beräknades ha 31 392 invånare i januari 2022.
Avdijivka grundades vid 1700-talets mitt av bosättare från Poltava och Tjernigov. År 1778 blev byn statlig egendom, på guvernören i Novorossijsks begäran.
I Avdijivka finns bland annat kemisk industri, byggindustri och företag inom järnvägstransport.